# Klaus Heidegger
Klaus Heidegger (Innsbruck, 19 agosto 1957) è un dirigente d'azienda ed ex sciatore alpino austriaco, co-presidente del marchio cosmetico Kiehl's.

## Biografia
È padre del cestista Max, a sua volta atleta di alto livello.

### Carriera sciistica
Specialista delle prove tecniche, Heidegger debuttò in campo internazionale in occasione degli Europei juniores di Ruhpolding 1973, dove vinse la medaglia d'argento nello slalom speciale. Ottenne il suo primo risultato di rilievo in Coppa del Mondo il 27 gennaio 1976 sulle nevi di Zwiesel, giungendo 7º in slalom gigante, e il 10 dicembre dello stesso anno sul tracciato di Val-d'Isère conquistò il primo podio nel circuito, piazzandosi 3º in slalom gigante alle spalle dello statunitense Phil Mahre e dello svedese Ingemar Stenmark; nel prosieguo di quella stagione 1976-1977 si aggiudicò il primo successo, il 9 gennaio a Garmisch-Partenkirchen in slalom gigante, e a fine annata, dopo aver conquistato complessivamente nove podi con tre vittorie, risultò 2º sia nella classifica generale sia in quelle di slalom gigante e di slalom speciale, superato in tutte e tre da Stenmark (nello slalom gigante a pari merito con lo svizzero Heini Hemmi), rispettivamente di 89, 15 e 34 punti.
Anche nella seguente stagione 1977-1978 salì due volte sul gradino più alto del podio, sui difficili pendii Männlichen/Jungfrau di Wengen (il 15 gennaio) e Ganslern di Kitzbühel (il 22 gennaio, sua ultima vittoria in carriera). Con quattro podi complessivi a fine stagione risultò nuovamente 2º nella classifica di slalom speciale, con 25 punti di distacco da Stenmark. L'ultimo podio in Coppa del Mondo lo conquistò il 27 febbraio 1980 a Waterville Valley in slalom speciale, dietro a Stenmark e al tedesco occidentale Christian Neureuther, e nel 1981-1982 vinse la classifica di slalom speciale della Coppa Europa. Proseguì la sua attività agonistica fino al 1986 e il suo ultimo piazzamento internazionale fu il 13º posto ottenuto nello slalom speciale di Coppa del Mondo disputato il 25 febbraio a Lillehammer.

#### Bilancio della carriera
Sciatore specialista delle prove tecniche in attività tra gli anni 1970 e gli anni 1980, fu uno dei pochi atleti a contrastare in quel periodo il predominio del fuoriclasse svedese Ingemar Stenmark. Vincitore in carriera di cinque gare di Coppa del Mondo (due in slalom gigante e tre in slalom speciale), come miglior risultato complessivo riportò il secondo posto in classifica generale nella stagione 1976-1977.

### Carriera imprenditoriale
Stabilitosi dopo il ritiro a New York, assieme alla moglie Jami Morse è co-presidente dell'azienda di cosmetici Kiehl's, marchio acquisito dal gruppo L'Oréal.

## Palmarès

### Europei juniores
- 1 medaglia[1][2]:
  - 1 argento (slalom speciale a Ruhpolding 1973)

### Coppa del Mondo
- Miglior piazzamento in classifica generale: 2º nel 1977
- 14 podi (5 in slalom gigante, 9 in slalom speciale):
  - 5 vittorie
  - 5 secondi posti
  - 4 terzi posti

#### Coppa del Mondo - vittorie
| Data             | Località               | Paese          | Specialità |
| ---------------- | ---------------------- | -------------- | ---------- |
| 9 gennaio 1977   | Garmisch-Partenkirchen | Germania Ovest | GS         |
| 27 febbraio 1977 | Furano                 | Giappone       | SL         |
| 17 marzo 1977    | Voss                   | Norvegia       | GS         |
| 15 gennaio 1978  | Wengen                 | Svizzera       | SL         |
| 22 gennaio 1978  | Kitzbühel              | Austria        | SL         |

Legenda:

GS = slalom gigante

SL = slalom speciale

### Coppa Europa
- Vincitore della classifica di slalom speciale nel 1982[1]

### Campionati austriaci
- 7 medaglie[1]:
  - 5 ori (slalom gigante, slalom speciale nel 1977; slalom gigante, slalom speciale nel 1980; slalom speciale nel 1983)
  - 1 argento (slalom speciale nel 1986)
  - 1 bronzo (slalom speciale nel 1985)

### Campionati austriaci juniores
- 5 medaglie[1]:
  - 3 ori (slalom gigante nel 1972; discesa libera, slalom speciale nel 1973)
  - 2 argenti (slalom speciale nel 1972; slalom gigante nel 1973)